# Hokej na lodzie na siedząco na Zimowych Igrzyskach Paraolimpijskich 2006
Podczas Zimowych Igrzysk Paraolimpijskich 2006 zawody w hokeju na lodzie na siedząco odbyły się w Torino Esposizioni.

## Wyniki
| Złoto: | Srebro: | Brąz |
| Kanada Jeremy Booker Bradley Bowden Billy Bridges Marc Dorion Raymond Grassi Jean Labonte Herve Lord Shawn Matheson Graeme Murray Todd Nicholson Mark Noot Paul Rosen Benoit St.Amand Dany Verner Greg Westlake | Norwegia Helge Bjornstad Eskil Hagen Atle Haglund Loyd Remi Johansen Roger Johansen Kjetil Korbu Nilsen Knut Andre Norstoga Rolf Einar Pedersen Tommy Rovelstad Kjell Vidar Royne Johan Siqveland Stig Tore Svee Morten Vaernes Arne Vik | Stany Zjednoczone Steven Cash Taylor Chace David Conklin James Connelly Bradley Emmerson Manny Guerra Jr. Michael Hallman Lonnie Hannah II Joe Howard Tim Jones Taylor Lipsett Christopher Manns Alex Salamone Kip St.Germaine Andrew Yohe |

## Grupa A
| Państwo         | Mecze | Wygrane | Remisy | Przegrane | Bramki zdobyte | Bramki stracone | Punkty |
| --------------- | ----- | ------- | ------ | --------- | -------------- | --------------- | ------ |
| Norwegia        | 3     | 3       | 0      | 0         | 22             | 1               | 6      |
| Kanada          | 3     | 2       | 0      | 1         | 22             | 4               | 4      |
| Wielka Brytania | 3     | 1       | 0      | 2         | 2              | 16              | 2      |
| Włochy          | 3     | 0       | 0      | 3         | 1              | 26              | 0      |

### Szczegółowe wyniki meczów
| Państwo         | CAN  | GBR | ITA  | NOR  |
| --------------- | ---- | --- | ---- | ---- |
| Norwegia        |      | 9-0 | 12-0 | 1-4  |
| Kanada          | 0-9  |     | 2-1  | 0-6  |
| Włochy          | 0-12 | 1-2 |      | 0-12 |
| Wielka Brytania | 4-1  | 6-0 | 12-0 |      |

## Grupa B
| Państwo           | Mecze | Wygrane | Remisy | Przegrane | Bramki zdobyte | Bramki stracone | Punkty |
| ----------------- | ----- | ------- | ------ | --------- | -------------- | --------------- | ------ |
| Niemcy            | 3     | 2       | 1      | 0         | 6              | 1               | 5      |
| Stany Zjednoczone | 3     | 2       | 0      | 1         | 10             | 3               | 4      |
| Japonia           | 3     | 1       | 1      | 1         | 5              | 4               | 3      |
| Szwecja           | 3     | 0       | 0      | 3         | 2              | 15              | 0      |

### Szczegółowe wyniki meczów
| Państwo           | GER | JPN | SWE | USA |
| ----------------- | --- | --- | --- | --- |
| Niemcy            |     | 0-0 | 4-0 | 2-1 |
| Japonia           | 0-0 |     | 5-1 | 0-3 |
| Szwecja           | 0-4 | 1-5 |     | 1-6 |
| Stany Zjednoczone | 1-2 | 3-0 | 6-1 |     |

| Państwo         | Wynik |
| Wielka Brytania | 0     |
| Szwecja         | 3     |

| Państwo | Wynik |
| Japonia | 10    |
| Włochy  | 1     |

| Państwo         | Wynik |
| Włochy          | 1     |
| Wielka Brytania | 2     |

| Państwo | Wynik |
| Japonia | 2     |
| Szwecja | 1     |

| Państwo           | Wynik |
| Norwegia          | 4     |
| Stany Zjednoczone | 2     |

| Państwo | Wynik |
| Niemcy  | 0     |
| Kanada  | 5     |

| Państwo           | Wynik |
| Niemcy            | 3     |
| Stany Zjednoczone | 4     |

| Państwo  | Wynik |
| Norwegia | 0     |
| Kanada   | 3     |